# 証憑
証憑（しょうひょう）とは、取引内容や取引条件などを明確にしその証拠となる書類。

## 証憑書類
代表的な証憑書類
見積書
事前に金額・数量・仕様等の検討のために作成される書類
注文書
商品の種類・数量・納期等の明示のために作成される書類
納品書
注文された商品を納品したことを伝え、相手方が確認するために作成される書類
請求書
商品の納品により相手方に代金を請求するために作成される書類。取引量が多い場合には一定期間の取引分をまとめて請求し作成されることもある。
領収書
商品の代金の受領を相手方に伝えるために作成される書類。銀行振込による取引など取引の形態によっては一般的に作成されない場合もある。

## 保存期間
証憑書類は取引の存在の証明となるため法令で保存期間が定められている。
- 会社法上の証憑書類の保存期間は原則10年[1]
- 電子帳簿保存法上の領収書や見積書の保存期間は原則7年[2]

## 注
1. 1 2 3 4 5 6 7 8 9 10  丸尾知弘『一番よくわかる総務・労務・経理』西東社、2010年、176頁。
2. 1 2  “証憑とは？証憑書類の4つの種類と証憑書類の保存期間｜証憑の使い方も紹介”.   WorkVision. 2020年3月29日閲覧。